# S/2004 S 4
S/2004 S 4 é a designação provisória dada a um objeto não confirmado visto orbitando Saturno na borda interior do anel F em 21 de junho de 2004. Foi detectado enquanto J. N. Spitale estava tentando confirmar a órbita de outro objeto não confirmado, S/2004 S 3, que foi visto cinco horas antes no limite do anel F. O anúncio da descoberta deste objeto foi feita em 9 de setembro de 2004.
Apesar de outras tentantivas para recuperar o objeto, ele não foi visto desde então. Uma sequência de imagens cobrindo um período orbital inteiro com resolução de 4 km tirada em 15 de novembro de 2004 falhou em recuperá-lo. Isso sugere que ele foi um amontoado de material que desapareceu naquela época.
Uma interpretação onde S/2004 S 3 e S/2004 S 4 são um único objeto em uma órbita que cruza o anel F também é possível. Um objeto assim pode também estar orbitando Saturno em uma inclinação diferente da do anel F. Se for um objeto sólido, S/2004 S 4 pode ter entre 3 e 5 km de diâmetro com base no seu brilho.